# 아르길라
아르길라(고대 아일랜드어: Airgíalla, 아일랜드어: Oirialla, 영어: Oriel)는 중세 아일랜드섬의 연맹왕국 및 그 연맹을 이룬 부족들을 집합적으로 이르는 말이다. 9개 소왕국들이 연맹왕국을 이루었으며, 각 소왕국은 상호 독립적이었고 그 중 가장 강력한 왕조를 명목상 종주국으로 인정했다. 국력 절정기의 아르길라는 오늘날의 아마 주, 모나간 주, 루스 주, 퍼매너 주, 티론 주, 런던데리 주에 달했다. 주요 도시는 아마와 클로거였다.
전설에 따르면 아르길라의 건국자는 카르브러 리페하르의 손자들인 콜라 3형제로, 이들 3형제가 울라 왕국으로부터 오늘날의 얼스터 중부를 빼앗아 건국했다고 한다. 콜라 3형제와 울라 사이의 전투는 331년경 아하 레흐데르크라는 곳에서 벌어졌다고 하는데, 현재 이 이야기는 그저 신화로 취급될 뿐이고 아르길라 연맹왕국의 정확한 건국 시기는 불명이다.
원래 동쪽의 이웃나라 울라의 영향에 종속되어 있었는데, 6세기부터 북쪽의 북 이 넬 왕조와 남쪽의 남 이 넬 왕조에게 동시에 영토를 잠식당하면서 쪼그라들었다. 735년 아르길라는 북 이 넬 왕조의 케넬 노간의 영향력 하에 놓였고 827년 북 이 넬 왕조의 제후로 신종했다. 아르길라의 전성기는 12세기 돈카드 우어 케르발 왕 치세 때였다. 12세기 말 노르만인의 아일랜드 침공 무렵 아르길라는 막 마흐가으나 씨족이 다스리고 있었다. 이후  아르길라는 모나간 일대의 협소한 지역에서 명맥을 존속하다가, 16세기에 잉글랜드의 헨리 8세가 아일랜드 왕국을 선포하고 토착 게일 왕조들을 정복하기 시작하면서 1585년에 멸망했다.

## 같이 보기
- 울라 (아일랜드)

## 참고 문헌
- Connolly, S.J., 편집. (2007). 《Oxford Companion to Irish History》. Oxford University Press. ISBN 978-0-19-923483-7.
- Duffy, Seán (2005). 《Medieval Ireland an Encyclopedia》. Routledge. ISBN 978-0-4159-4052-8.